# Nolita (album)
Pour l’article homonyme, voir Nolita.
Albums de Keren Ann
Not going anywhere
(2003) Keren Ann
(2007)
Nolita est le quatrième album de Keren Ann, il est sorti en 2004. Le titre est une référence au quartier de New York Nolita.

## Liste des morceaux
Toutes les chansons sont écrites et composées par Keren Ann Zeidel sauf « L'Onde amère » par Keren Ann Zeidel et Guy Chambers; « Midi dans le salon de la duchesse » par Keren Ann Zeidel et Doriand et « For You and I » par Keren Ann Zeidel et Bardi Johannsson.
| No  | Titre                                | Durée |
| --- | ------------------------------------ | ----- |
| 1.  | Que n'ai-je ?                        | 3:30  |
| 2.  | L'Onde amère                         | 2:59  |
| 3.  | Chelsea Burns                        | 4:14  |
| 4.  | Midi dans le salon de la duchesse    | 2:53  |
| 5.  | Nolita                               | 7:13  |
| 6.  | Roses & Hips                         | 3:34  |
| 7.  | One Day Without                      | 3:52  |
| 8.  | La Forme et le Fond                  | 5:34  |
| 9.  | For You and I                        | 3:46  |
| 10. | Song of Alice                        | 3:56  |
|     | Greatest You Can Find (piste cachée) | 4:36  |